# Завейский, Ян
Ян Завейский (пол. Jan Zawiejski, настоящая фамилия Ян Баптист Файнтух, 20 июня 1854 г., Краков, Австрийская империя — 9 сентября 1922 г., Краков, Польша) — один из самых известных польских архитекторов конца XIX — начала XX века еврейского происхождения, представитель эклектики.

## Биография

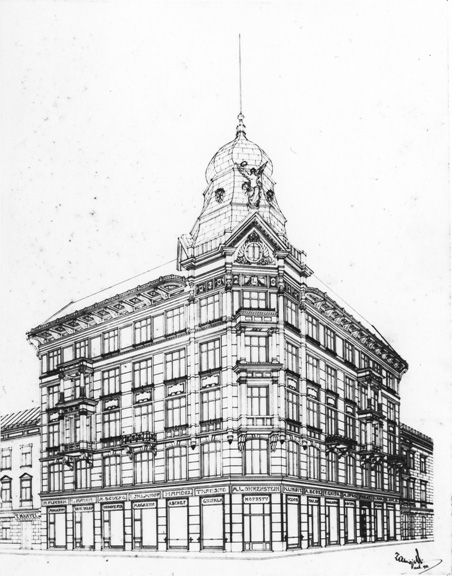
Дом Оренштейна. арх. Ян Завейский

Ян Завейский происходил из богатой семьи еврейских торговцев. В 1878—1878 г. учился в Политехнических университетах Мюнхена и Вены. Преподавал в Краковской промышленной школе, сотрудничал с рядом газет, служил городским архитектором Кракова (1900—1914).
Его наиболее заметными проектными работами являются Городской Театр в Кракове (в настоящее время — Театр имени Юлиуша Словацкого в Кракове (1889—1893), Старый курортный дом в Крынице (1884—1889 совместно с Яном Недзельским), Торговая Академия в Кракове (1904—1906) и здание его собственного дома, так называемый Ясный Дом в Кракове (1909—1910).
Занимался постройкой в Кракове ряда школьных сооружений, в 1892—1893 г. построил при театре здание электростанции (в настоящее время — так называемая «Сцена Миниатюра» или малая сцена городского театра) в стиле Неоренессансной виллы . В 1911—1912 г. построил Дом Оренштейна (Ohrensteina)- наибольшее на то время в Кракове кредитное здание.
В 1909 занимался восстановлением костела св. Креста, возвратив ему прежний средневековый облик.
В 1907—1913 по просьбе местных властей руководил перестройкой дворца Велькопольских, который до настоящего времени является местом, где расположен краковский магистрат.
В 1913—1917 г. спроектировал здание старой городской больницы (сейчас Больница им. Яна Павла II).
Ян Завейский умер в 1922 году и был похоронен в семейной гробнице на Раковицком кладбище в Кракове.

## Источник
- Jacek Purchla, Jan Zawiejski architekt przełomu XIX i XX wieku, PWN 1986.